# هنري فرانكلين (عازف جاز)
هنري فرانكلين (بالإنجليزية: Henry Franklin)‏ هو عازف جاز أمريكي، ولد في 1 أكتوبر 1940.

## وصلات خارجية
- هنري فرانكلين على موقع ميوزك برينز (الإنجليزية)
- هنري فرانكلين على موقع أول ميوزيك (الإنجليزية)
- هنري فرانكلين على موقع ديسكوغز (الإنجليزية)